# Высокое напряжение (радиопередача)
«Высокое напряжение» — последняя из запущенных в радиоэфир программ Дмитрия Добрынина.
«Высокое напряжение» выходило по субботам в 23:10 по московскому времени на Радио России. Раннее по воскресеньям выходил получасовой выпуск «Рок-Прицела», но затем было принято решение о выпуске новой программы. Главной целью передачи являлось знакомство слушателей с определёнными направлениями в рок-музыке, тематикой текстов и групп, связанных предпочтениями в выборе сюжетов для написания стихов. Обычно в программе звучало 3-4 музыкальных трека. Несколько выпусков кардинально отличались от обычных, в них некоторые свои произведения читала Маргарита Пушкина.
Несмотря на некоторую схожесть тематики передач, каждая из них выполняла свою роль. Например, в «Прицеле» не всегда уделялось внимание рассказам о стилистике жанра, в этом помогало «Высокое напряжение». В некоторых эфирах уделялось внимание российским и мировым праздникам. В данных выпусках слушателей знакомили с историей праздника и с отношением к ним некоторых музыкантов.
Последний выпуск вышел 2 октября 2021 года, после чего программа была закрыта.